# Nell Miller
Nell Miller (* 25. Februar 2000 in Kent) ist eine britische Tennisspielerin.

## Karriere
Miller spielt vor allem Turniere auf der ITF Women’s World Tennis Tour, wo sie bislang drei Doppeltitel gewann.
2016 trat sie im Juniorinnendoppel bei den Wimbledon Championships zusammen mit Partnerin Eliz Maloney mit einer Wildcard des Veranstalters an. Die beiden gewann ihr Auftaktmatch gegen Mirjam Björklund und Olga Danilović mit 3:6, 7:5 und 7:5, scheiterten dann aber im Achtelfinale an der Paarung Sofia Kenin und Monika Kilnarová mit 5:7 und 4:6.

## College Tennis
Von 2018 bis 2021 spielte Miller für die Lady Raiders der Texas Tech University, bevor sie 2021 zum Wolfpack, dem Team der North Carolina State University wechselte.

## Turniersiege

### Doppel
| Nr. | Datum              | Turnier       | Kategorie | Belag             | Partnerin       | Finalgegnerinnen                   | Ergebnis          |
| --- | ------------------ | ------------- | --------- | ----------------- | --------------- | ---------------------------------- | ----------------- |
| 1.  | 7. Dezember 2019   | Norman        | ITF W15   | Hartplatz (Halle) | Lisa Mays       | Carmen Corley Ivana Corley         | 7:65, 4:6, [10:8] |
| 2.  | 26. November 2022  | Santo Domingo | ITF W15   | Hartplatz         | Amelia Rajecki  | Brittany Collens Louise Kwong      | 7:5, 6:1          |
| 3.  | 16. September 2023 | Monastir      | ITF W15   | Hartplatz         | Andrė Lukošiūtė | Darja Šuvirđonkova Amelia Waligora | 6:3, 6:2          |

## Persönliches
Nell ist die Tochter von Neil und Vicki Miller und hat eine Schwester Mollie.